# Francesco de Los Rios

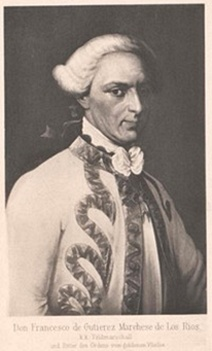
Francesco de Los Rios

Francesco de Los Rios, voller Name: Francesco Gutierez Marchese de Los Rios (* 1689 in Brüssel; † 20. März 1775 in Alto, Piemont) war ein Graf und Feldmarschall der Kaiserlichen Armee.

## Leben
Francesco de Los Rios wurde in Brüssel, in den damals Spanischen Niederlanden geboren, die 1714 die Österreichischen Niederlande wurden. Er entstammte einem spanischen Grafengeschlecht und sein Adelsstand wurde bei diesem Herrschaftswechsel auch in Österreich anerkannt. Er trat in die Kaiserliche Reichsarmee ein und erhielt am 10. Januar 1718 die Bestellung zum Festungskommandanten von Gent.
Am 5. Oktober 1723 avancierte Francesco de Los Rios zum Feldmarschallleutnant. 1725 stellte man aus Soldaten der österreichischen Niederlande das spätere 9. Österreichische Infanterieregiment auf, zu dessen erstem Inhaber man den Offizier ernannte. Diese Stellung hatte er 50 Jahre inne, bis zu seinem Tod.
De Los Rios wurde am 15. März 1735 Feldzeugmeister und stieg am 5. Oktober 1745 zum kaiserlichen Feldmarschall auf. Zudem fungierte er als Gouverneur der Stadt Alto in Italien, wo er 1775 verstarb.

Gelegentlich wird er als Ritter des Ordens vom Goldenen Vlies bezeichnet, sein Name erscheint jedoch nicht in der vom Orden geführten Mitgliederliste.

## Familie
Francesco de Los Rios war verheiratet mit Gräfin Ernestina von Henn. Mit ihr hatte er mindestens zwei Söhne.
1.  Franz de Los Rios (1725–1772), kaiserlicher Feldmarschallleutnant, Maria-Theresien-Ritter und Kommandeur des väterlichen Regiments.
2. Thomas de Los Rios († 1743), Obristleutnant und seit 1742 stellvertretender Kommandeur des väterlichen Regiments. Dieses garnisonierte im Herbst 1743 in Worms bzw. Frankenthal und er starb offenbar an Wunden, die er sich zuvor in der Schlacht bei Dettingen zugezogen hatte. Man setzte ihn in der heute nicht mehr existenten Garnisonskirche Mannheim bei, seine Grabinschrift überlieferte der Landeshistoriker Johann Franz Capellini von Wickenburg in dem Sammelwerk Thesaurus Palatinus.